# Cratere Djuli
Djuli è un cratere sulla superficie di Rea.